# Доња Селница
Доња Селница је насељено место у саставу града Златара у Крапинско-загорској жупанији, Хрватска. До територијалне реорганизације у Хрватској налазила се у саставу старе општине Златар-Бистрица.

## Становништво
На попису становништва 2011. године, Доња Селница је имала 196 становника.

## Попис1991.
На попису становништва 1991. године, насељено место Доња Селница је имало 300 становника, следећег националног састава:
| Попис 1991.‍ | Попис 1991.‍ | Попис 1991.‍ | Попис 1991.‍ | Попис 1991.‍ |
| ----------- | ----------- | ----------- | ----------- | ----------- |
|             |             |             |             |             |
| Хрвати      | Хрвати      |             | 299         | 99,66%      |
| Срби        | Срби        |             | 1           | 0,33%       |
| укупно: 300 |             |             |             |             |